# Luigi Nicora
Luigi Nicora (* 13. September 1829 in Mailand; † 27. November 1890 ebenda) war ein italienischer Geistlicher, Theologe, Journalist und Bischof von Como.

## Leben
Luigi war, mit starkem Intellekt und unermüdlichem Fleiß begabt, 30 Jahre lang Pfarrer der Kirche Santa Maria della Passione und dann Obersthofmeister des Mailänder Doms. Er wurde mehrmals eingeladen, hohe Ämter in Rom zu übernehmen, zog es aber vor, in Mailand zu bleiben, was seine gründliche Vorbereitung in mehreren Disziplinen zeigt: Philosophie, Theologie, Geschichte und Politik. Er war Mitarbeiter und Leiter der Zeitschrift "La Scuola Cattolica" in Mailand. Wegen seiner von 1873 bis 1888 veröffentlichten Artikel wurde er bei der Zivilbehörde als unzurechnungsfähig und unbelehrbar gemeldet.
Daher wurde ihm der königliche Exequatur verweigert. Papst Leo XIII. ernannte ihn 1888 zum Nachfolger des Bischofs von Como Pietro Carsana. Nicora hätte gerne auf das Bischofsamt verzichtet, aber dem Papst gegenüber gehorsam, behielt er das Amt, obwohl er daran gehindert wurde. Sein Beispiel an Konsequenz und Treue zur Kirche kam dem Bistum Como zugute, indem es die Katholiken aufrüttelte und sie dazu anregte, die Religionsfreiheit zu verteidigen und sich sozial zu engagieren.